# 榮熙泰家族
榮熙泰家族，梁溪榮氏春沂支人。為中國一支家族，也是一支庞大的华人资本家家族，松散的分布在世界各地，除少数仍继续留在大陆，大都旅居海外，主要分布在美国、加拿大、澳大利亚、巴西、德国和港澳等地。在中国内地，被称之为“红色资本家”。活躍於中國、香港、巴西等地。榮氏別支榮月泉於20世紀初被稱為電訊大王，亦有顏料巨商榮梅莘及於清朝光緒二十六年起，先後在無錫、上海、漢口等地開設保興、福新、茂新麵粉廠和振新、申新紡織廠。顛峰時期有麵粉廠12個，紗廠9個。
歷經二十餘年，榮氏兄弟（榮宗敬及榮德生）便成為名震工商業界的“麵粉大王”和“棉紗大王”，進入了中國最大的民族資本家行列。

## 历史
荣家在20世纪初崛起于无锡惠泉山麓五里湖畔的荣巷。荣俊业曾为江苏华亭知县张钧幕宾，后入张佩纶幕。中法马尾之战失败后，张佩纶在流放张家口的途中，推荐荣俊业成为两广总督张之洞的文案，后因帮助候补道朱仲甫获得广东厘金局三水口总办实缺，朱遂任荣俊业族侄荣熙泰为其总账，成为世交，荣氏亦由此逐渐发家。

## 家族成員
榮氏家族始祖為孔子門人榮旂，字子祈。
梁溪荣氏始遷祖為榮清（榮旂58代孙，北宋真宗时大臣荣湮的13代孙）
- 榮熙泰（29世）
  - 榮宗錦，字宗敬
    - 榮卓球
    - 榮卓仁
    - 榮溥仁 字鴻元
    - 榮輔仁 字鴻三
    - 榮卓如
    - 榮纲仁 字鴻慶 == 蔡寶瑚[1]
      - 榮智權 == 潘靜筠
        - 榮康信（現任中華民國上海商業儲蓄銀行副總經理）
        - 榮嘉信

  - 榮宗銓，字德生
    - 榮素蓉 == 李国伟
    - 榮覺仙
    - 榮敏仁
    - 榮卓亞 == 李楙（李國偉堂弟）[2]
    - 榮偉仁，字鴻增 == 孫氏[3]
      - 榮智美 == 王牗民
      - 榮智謙 == 韓瑛
        - 榮文翰
        - 榮文英

      - 榮智鑫 == 車嘉萸
        - 榮文蔚 == 阮偉文
          - 阮永謙

        - 榮文萃 == 葉子滿
          - 葉向湘
          - 葉向斌

        - 榮文淵
        - 榮文莞 == 何鴻光醫生
          - 何心瑜

        - 榮文灏

      - 榮智福 == 李季荃
      - 榮智育 == 沙曾魯
      - 榮智南 == 沙曾燕

    - 榮茂儀
    - 榮伊仁，字一心（1948年於香港火石洲空難逝世）
    - 榮爾仁，字爾根
      - 榮智寬

    - 榮漱仁 == 楊通谊
      - 楊世纯
      - 楊世缄

    - 榮毅仁，字繼增 == 楊鑒清（民族资本家杨干卿次女）
      - 榮智和
      - 榮智平
      - 榮智健 == 任順彌（汗衫大王任士剛孫女）
        - 榮明杰
        - 榮明方
        - 榮明棣

      - 榮智元
      - 榮智婉 == 马有恒（前政協副主席馬万祺的次子）

    - 榮輯芙 == 魏道明（首任臺灣省政府主席、曾任中華民國外交部部長）
    - 榮毅珍
    - 榮研仁，字研增
    - 榮紀仁
    - 榮鴻仁
      - 榮智丰 == 成之德（人大副委员长成思危的侄儿）
      - 榮智弘 == 葉子輝
        - 葉向豐
        - 葉向德

    - 榮墨珍

## 外部連結
- 史学评论网
- 关于保护荣巷古镇的设想和建议 综合实践活动网
- 榮家作風低調，最愛跑馬，榮智健子女現況
- 荣氏宗族
- 榮氏家族百年商道，中國評論新聞網 （页面存档备份，存于）。2006年3月31日
- 紅色資本家榮毅仁及榮氏家族，人物通 （页面存档备份，存于）。2010年4月13日